# Шерман (округ, Техас)
Шаблон:StateAbbr_ 36°17′ пн. ш. 101°53′ зх. д. / 36.28° пн. ш. 101.89° зх. д.
Округ  Шерман (англ. Sherman County) — округ (графство) у штаті  Техас, США. Ідентифікатор округу 48421.

## Історія
Округ утворений 1889 року.

## Демографія
За даними перепису 2000 року загальне населення округу становило 3186 осіб, усе сільське. Серед мешканців округу чоловіків було 1613, а жінок — 1573. В окрузі було 1124 домогосподарства, 865 родин, які мешкали в 1275 будинках. Середній розмір родини становив 3,24.
Віковий розподіл населення поданий у таблиці:
| Стать    | До 15 років | 15-21 | 22-29 | 30-39 | 40-49 | 50-65 | 65-85 | Понад 85 |
| -------- | ----------- | ----- | ----- | ----- | ----- | ----- | ----- | -------- |
| Чоловіки | 449         | 159   | 140   | 219   | 220   | 241   | 168   | 17       |
| Жінки    | 380         | 153   | 133   | 231   | 194   | 233   | 206   | 43       |

## Суміжні округи
- Техас, Оклахома — північ
- Генсфорд — схід
- Гатчинсон — південний схід
- Мур — південь
- Гартлі — південний захід
- Даллам — захід
- Сімаррон, Оклахома — північний захід

## Виноски
1. ↑  U.S. Decennial Census. United States Census Bureau. Архів оригіналу за 19 липня 2018. Процитовано 10 травня 2015.
2. ↑  Texas Almanac: Population History of Counties from 1850–2010 (PDF). Texas Almanac. Архів оригіналу (PDF) за 26 лютого 2015. Процитовано 10 травня 2015.
3. ↑  State & County QuickFacts. United States Census Bureau. Архів оригіналу за 18 липня 2011. Процитовано 24 грудня 2013. [Архівовано 2011-08-06 у Wayback Machine.](англ.) Наведено за англійською вікіпедією.
4. ↑  American FactFinder. Бюро перепису населення США. Архів оригіналу за 26 лютого 2012. Процитовано 31 січня 2008. [Архівовано 2008-05-21 у Wayback Machine.]

| США | Це незавершена стаття з географії США. Ви можете допомогти проєкту, виправивши або дописавши її. |